# Bandhgora
Bandhgora è una suddivisione dell'India, classificata come census town, di 6.759 abitanti, situata nel distretto di Bokaro, nello stato federato del Jharkhand. In base al numero di abitanti la città rientra nella classe V (da 5.000 a 9.999 persone).

## Geografia fisica
La città è situata a 23° 37' 17 N e 86° 08' 48 E.

## Società

### Evoluzione demografica
Al censimento del 2001 la popolazione di Bandhgora assommava a 6.759 persone, delle quali 3.561 maschi e 3.198 femmine. I bambini di età inferiore o uguale ai sei anni assommavano a 1.157, dei quali 566 maschi e 591 femmine. Infine, coloro che erano in grado di saper almeno leggere e scrivere erano 3.591, dei quali 2.489 maschi e 1.102 femmine.